# Ray Robson
Ray Robson (Guam, 25 d'octubre de 1994) és un jugador d'escacs estatunidenc que té el títol de Gran Mestre des del 2009.
A la llista d'Elo de la FIDE del gener de 2021, hi tenia un Elo de 2673 punts, cosa que en feia el jugador número 7 (en actiu) dels Estats Units. El seu màxim Elo va ser de 2680 punts, a la llista del juliol de 2015 (posició 60 al rànquing mundial).

## Vida primerenca
Robson va néixer a Guam. El pare, Gary Robson, era professor de lingüística aplicada a la Universitat de Sant Petersburg, i la mare Yee-chen, una mestra de guarderia. Ells més tard migraren a Largo, Florida; i actualment viuen en Clearwater, Florida. Fou fill únic i va aprendre els escacs amb el seu pare a l'edat de tres anys. Va anar a l'escola bressol pública, llavors una escola pública per obtenir el primer grau, llavors els graus 2-5 fou en una escola de Mètode Montessori. Va començar l'educació a casa a partir del grau 6.
Robson digué que volia ser jugador d'escacs professional, i els seus pares varen esperar que ell obtingués una beca d'escacs a la universitat. L'abril de 2005, al "Super Nationals" (el torneig d'escacs escolar més gran del món) a Nashville, Tennessee, va guanyar totes les partides que va jugar i emergir com el campió nacional a la divisió de l'edat elemental (K-6). Com a guanyador d'aquest títol, va guanyar una beca de quatre anys que cobria tots els costos, juntament amb un allotjament a la Universitat de Texas a Dallas. La beca tenia un valor d'aproximadament 48,000 dòlars per a no-residents de Texas. L'únic requisit fou que el guanyador havia de conèixer els requisits d'entrada de la universitat a la matriculació. El començament del 2012, Robson decidí per anar a la Universitat de Webster en comptes de l'UT Dallas.
L'agost de 2012, Robson va començar els seus estudis a plena dedicació a la Universitat de Webster a Sant Louis sota el Programa d'SPICE, fundat per l'ex campiona del món femení Susan Polgar.

## Resultats destacats en competició
Robson ha guanyat set títols escolars nacionals. A més a més, ha representat els Estats Units en esdeveniments escolars internacionals del 2004 ençà. Robson fou entre els deu millors als Campionats del Món d'Escacs de la Joventut dels anys 2004 al 2007, i va empatar pel primer lloc el 2005 i el 2006 (Sub-12 masculí, Plata als desempats) als Campionats d'Amèrica d'Escacs de la Joventut.
El 2004, a l'edat de nou anys, va obtenir el seu primer títol de Mestre Nacional en un torneig. El 2005, el títol de Mestre Internacional (MI), i el 2006 el de Gran mestre (GM). Va estudiar amb GM Gregory Kaidanov gairebé dos anys (2005–07), principalment via telèfon i internet. També ha estudiat amb el GM Alexander Onischuk.
Robson ha jugat a molts torneigs oberts importants als Estats Units. El 2006 va acabar entre els deu millors al Congrés Nacional d'Escacs a Filadèlfia i a l'Obert Nord-americà a Las Vegas. L'actuació a l'esdeveniment anterior el va classificar pels Campionat d'escacs dels Estats Units de 2007, essent el jugador més jove de la història de l'esdeveniment en participar-hi.
Robson va ser guardonat amb el títol Mestre de la FIDE (FM) el juny 2005 després d'empatar pel primer lloc al Campionat d'Amèrica de la Joventut jugat a Brasil. Va guanyar el títol de Mestre Nacional de l'USCF (NM) el gener 2006 per sobrepassar el seu elo per damunt dels 2200 (el mínim requerit pel títol de Mestre Nacional). Va guanyar les tres normes necessàries per al títol d'MI únicament en sis setmanes: el primer a la 6a FIDE Nord-americana Invitational el 3 de novembre de 2007, a Chicago, Illinois; el segon el 27 de novembre al Campionat del Món de la Joventut a Antalya, Turquia, i la tercera norma el 10 de desembre a la Universitat de Texas a Dallas, Texas, essent el MI més jove dels Estats Units, batent el rècord anterior d'Hikaru Nakamura per un mes.
Robson empatar pel primer lloc en el Campionat de Florida de 2008. El 16 de juliol de 2009, va guanyar els Campionat juvenil dels Estats Units, esdevenint un dels campions més joves. L'agost de 2009, Robson empata pel primer lloc a l'Artic chess Challenge a Tromsø, Noruega, obtinguent la seva primera norma de GM. Més tard en el mes mateix, va anar per guanyar la seva segona norma de GM en ser guanyador de la 23a FIDE Nord-americana Invitational a Skokie, Illinois. Va guanyar la seva tercera i darrera norma de GM l'octubre 2009 en guanyar el Campionat d'Amèrica de la Joventut a Montevideo, Uruguai. Formalment li fou atorgat el títol de GM el gener de 2010.
Robson va jugar a la seva primera Copa del Món de 2009 a Rússia. Va participar en la Copa del Món de 2011, però va ser eliminat a la primera ronda per Étienne Bacrot.
Va guanyar Webster University - SPICE Cup Open el 2012 a Sant Louis, un fort torneig amb 13 GMs i 14 MIs, amb una impressionant puntuació de 7-2.
El 2014, va acabar segon al Millionaire Chess a Las Vegas, perdent contra Wesley So a la ronda final.
L'abril de 2015, Robson va acabar segon al Campionat d'escacs dels Estats Units de 2015, que tingué lloc per setè any consecutiu al Club d'Escacs i Centre Escolar de Sant Louis. Va guanyar cinc partides, va empatar cinc, i en va perdre una, puntuant 7.5 punts d'11 (el campió fou Hikaru Nakamura).

### Participació en olimpíades d'escacs
Robson ha participat, representant els Estats Units, en una Olimpíada d'escacs l'any 2012, amb un resultat de (+4 =3 –1), per un 68,9% de la puntuació.